# Komenda Rejonu Uzupełnień Skierniewice

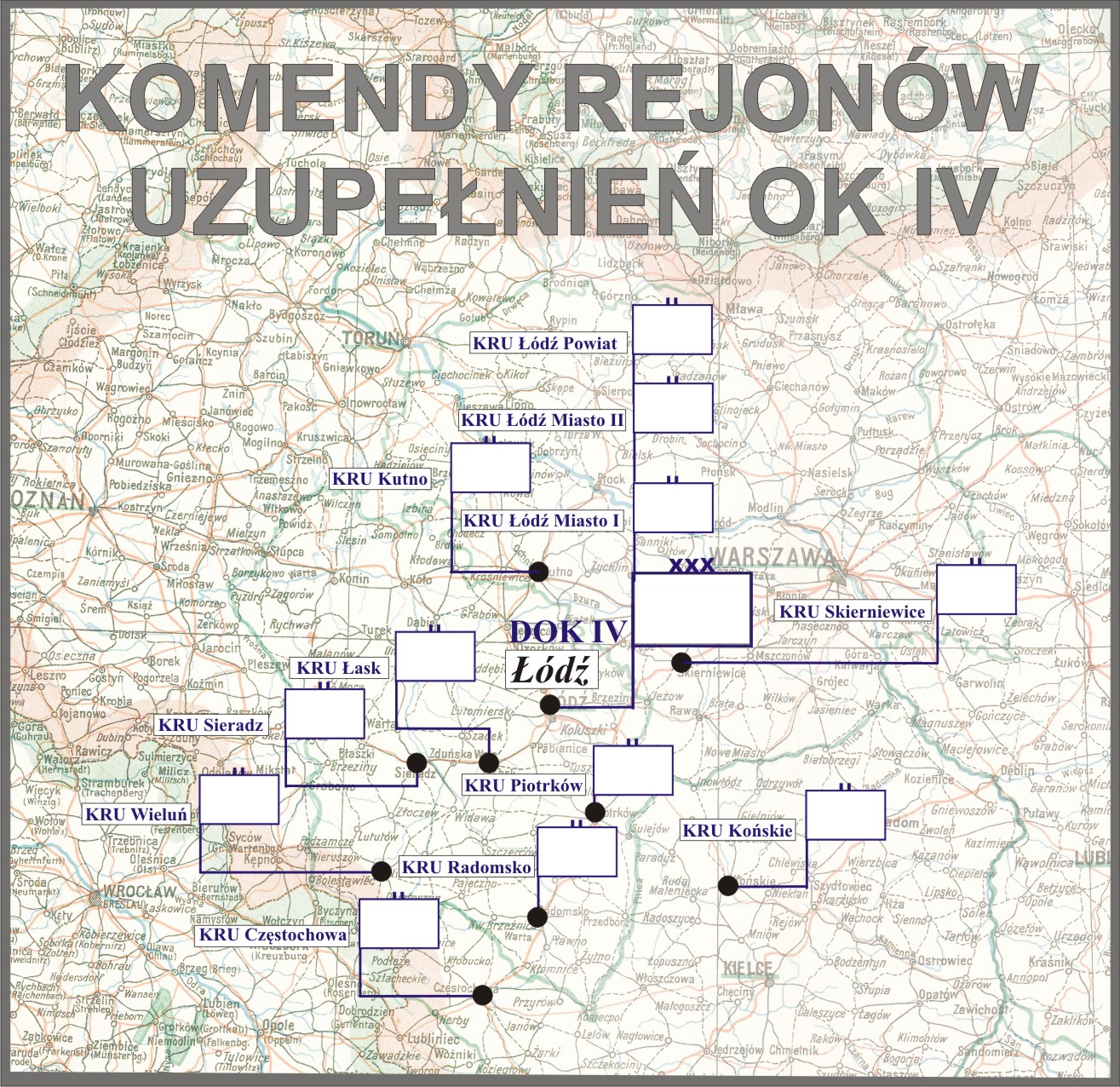
Komendy rejonów uzupełnień OK III

Komenda Rejonu Uzupełnień Skierniewice (KRU Skierniewice) – organ wojskowy właściwy w sprawach uzupełnień Sił Zbrojnych II Rzeczypospolitej i administracji rezerw w powierzonym mu rejonie.

## Historia komendy
27 listopada 1918 roku kierownik Ministerstwa Spraw Wojskowych płk. Jan Wroczyński ustanowił X Powiatową Komendę Uzupełnień w Łowiczu dla X Okręgu Wojskowego obejmującą swoją właściwością powiaty: błoński, gostyński, grójecki, kutnowski, łęczycki, łowicki, rawski, skierniewicki i sochaczewski. PKU Łowicz X została podporządkowana Okręgowej Komendzie Uzupełnień w Łodzi.
18 listopada 1924 roku weszła w życie ustawa z dnia 23 maja 1924 roku o powszechnym obowiązku służby wojskowej, a 15 kwietnia 1925 roku rozporządzenie wykonawcze ministra spraw wojskowych do tejże ustawy, wydane 21 marca tego roku wspólnie z ministrami: spraw wewnętrznych, zagranicznych, sprawiedliwości, skarbu, kolei, wyznań religijnych i oświecenia publicznego, rolnictwa i dóbr państwowych oraz przemysłu i handlu. Wydanie obu aktów prawnych wiązało się z przejęciem przez władze cywilne (administracji I instancji) większości zadań związanych z przygotowaniem i przeprowadzeniem poboru. Przekazanie większości zadań władzom cywilnym umożliwiło organom służby poborowej zajęcie się wyłącznie racjonalnym rozdziałem rekruta oraz ewidencją i administracją rezerw. Do tych zadań dostosowana została organizacja wewnętrzna powiatowych komend uzupełnień i ich składy osobowe. Poszczególne komendy różniły się między sobą składem osobowym w zależności od wielkości administrowanego terenu.
Zadania i nowa organizacja PKU określone zostały w wydanej 27 maja 1925 roku instrukcji organizacyjnej służby poborowej na stopie pokojowej. W skład PKU Skierniewice wchodziły dwa referaty: I) referat administracji rezerw, i II) referat poborowy. Nowa organizacja i obsada służby poborowej na stopie pokojowej według stanów osobowych L. O. I. Szt. Gen. 3477/Org. 25 została ogłoszona 4 lutego 1926 roku. Z tą chwilą zniesione zostały stanowiska oficerów ewidencyjnych.
12 marca 1926 roku została ogłoszona obsada personalna Przysposobienia Wojskowego, zatwierdzona rozkazem Dep. I L. 6000/26 przez pełniącego obowiązki szefa Sztabu Generalnego gen. dyw. Edmunda Kesslera, w imieniu ministra spraw wojskowych. Zgodnie z nową organizacją pokojową Przysposobienia Wojskowego zostały zlikwidowane stanowiska oficerów instrukcyjnych przy PKU, a w ich miejsce utworzone rozkazem Oddz. I Szt. Gen. L. 7600/Org. 25 stanowiska oficerów przysposobienia wojskowego w pułkach piechoty.
Od 1926 roku, obok ustawy o powszechnym obowiązku służby wojskowej i rozporządzeń wykonawczych do niej, działalność PKU Skierniewice normowała „Tymczasowa instrukcja służbowa dla PKU”, wprowadzona do użytku rozkazem MSWojsk. Dep. Piech. L. 100/26 Pob.
W marcu 1930 roku PKU Skierniewice była nadal podporządkowana Dowództwu Okręgu Korpusu Nr IV w Łodzi i administrowała powiatami: łowickim, rawskim i skierniewicki. W grudniu tego roku komenda posiadała skład osobowy typ II.
31 lipca 1931 roku gen. dyw. Kazimierz Fabrycy, w zastępstwie ministra spraw wojskowych, rozkazem B. Og. Org. 4031 Org. wprowadził zmiany w organizacji służby poborowej na stopie pokojowej. Zmiany te polegały między innymi na zamianie stanowisk oficerów administracji w PKU na stanowiska oficerów broni (piechoty) oraz zmniejszeniu składu osobowego PKU typ I–IV o jednego oficera i zwiększeniu o jednego urzędnika II kategorii. Liczba szeregowych zawodowych i niezawodowych oraz urzędników III kategorii i niższych funkcjonariuszy pozostała bez zmian.
19 marca 1932 roku ogłoszono nadanie Krzyża Niepodległości st. sierż. Stanisławowi Pietrzakowi z PKU Skierniewice.
1 lipca 1938 roku weszła w życie nowa organizacja służby uzupełnień, zgodnie z którą dotychczasowa PKU Skierniewice została przemianowana na Komendę Rejonu Uzupełnień Skierniewice przy czym nazwa ta zaczęła obowiązywać 1 września 1938 roku, z chwilą wejścia w życie ustawy z dnia 9 kwietnia 1938 roku o powszechnym obowiązku wojskowym. Obok wspomnianej ustawy i rozporządzeń wykonawczych do niej, działalność KRU Skierniewice normowały przepisy służbowe MSWojsk. D.D.O. L. 500/Org. Tjn. Organizacja służby uzupełnień na stopie pokojowej z 13 czerwca 1938 roku. Zgodnie z tymi przepisami komenda rejonu uzupełnień była organem wykonawczym służby uzupełnień .
Komendant rejonu uzupełnień w sprawach dotyczących uzupełnień Sił Zbrojnych i administracji rezerw podlegał bezpośrednio dowódcy Okręgu Korpusu Nr IV, który był okręgowym organem kierowniczym służby uzupełnień. Rejon uzupełnień obejmował powiaty: łowicki, rawski i skierniewicki.

## Obsada personalna
Poniżej przedstawiono wykaz oficerów zajmujących stanowisko komendanta Powiatowej Komendy Uzupełnień i komendanta rejonu uzupełnień oraz wykaz osób funkcyjnych (oficerów i urzędników wojskowych) pełniących służbę w PKU i KRU Skierniewice, z uwzględnieniem najważniejszych zmian organizacyjnych przeprowadzonych w 1926 i 1938 roku.
| Komendanci                       | Komendanci              | Komendanci                       |
| -------------------------------- | ----------------------- | -------------------------------- |
| Stopień, imię i nazwisko         | Okres pełnienia funkcji | Kolejne stanowisko (dalsze losy) |
| ppłk piech. Michał Tomaszewicz   | 10 I 1919 – 1920        |                                  |
| ppłk piech. Ludwik Postępski     | 1921 – 1922             | komendant PKU Miechów            |
| płk piech. Walerian Kuncewicz    | 1923 – 30 IV 1928       | stan spoczynku                   |
| ppłk piech. Leon Jan Piątkiewicz | IV 1928 – 31 VIII 1935  | stan spoczynku                   |
| mjr piech. Lucjan Józef Kępiński | 1935 – 1939             | w niemieckiej niewoli            |

| Obsada pozostałych stanowisk funkcyjnych PKU w latach 1921–1925 | Obsada pozostałych stanowisk funkcyjnych PKU w latach 1921–1925 | Obsada pozostałych stanowisk funkcyjnych PKU w latach 1921–1925 | Obsada pozostałych stanowisk funkcyjnych PKU w latach 1921–1925 |
| --------------------------------------------------------------- | --------------------------------------------------------------- | --------------------------------------------------------------- | --------------------------------------------------------------- |
| I referent                                                      | por. piech. Gedymin Zygmunt Malinowski                          | 1923 – XI 1925                                                  | II referent                                                     |
| I referent                                                      | mjr piech. Antoni Andrusow                                      | XI 1925 – II 1926                                               | kierownik I referatu PKU Łódź Powiat                            |
| II referent                                                     | urzędnik wojsk. XI rangi Józef Masłowski                        | do 1 XII 1923                                                   | OE Wieliczka PKU Kraków Powiat                                  |
| II referent                                                     | urzędnik wojsk. XI rangi dr Kazimierz Pająk                     | 1 XII 1923                                                      |                                                                 |
| II referent                                                     | urzędnik wojsk. XI rangi / por. kanc. Stanisław Kozakiewicz     | 1 XII 1923 – XI 1925                                            | zastępca kierownika kancelarii Dowództwa KOP                    |
| II referent                                                     | por. piech. Gedymin Zygmunt Malinowski                          | XI 1925 – II 1926                                               | kierownik I referatu                                            |
| oficer instrukcyjny                                             | por. piech. Tadeusz II Pawłowski                                | 1923 – 1924                                                     |                                                                 |
| oficer instrukcyjny                                             | kpt. piech. Józef Ćwięka                                        | II 1925 – II 1926                                               | 18 pp                                                           |
| oficer ewidencyjny na powiat łowicki                            | urzędnik wojsk. XI rangi Piotr Cieplak                          | do IV 1923                                                      | oficer ewidencyjny 40 pp                                        |
| oficer ewidencyjny na powiat łowicki                            | urzędnik wojsk. X rangi Mieczysław IV Ostrowski                 | 1 VI 1923 – I 1924                                              | OE Skierniewice                                                 |
| oficer ewidencyjny na powiat łowicki                            | urzędnik wojsk. XI rangi Władysław Kiwała                       | I – V 1924                                                      | OE Stary Sambor PKU Sambor                                      |
| oficer ewidencyjny na powiat łowicki                            | por. kanc. Ludwik Pawelec                                       | 1924                                                            |                                                                 |
| oficer ewidencyjny na powiat łowicki                            | por. kanc. Mieczysław IV Ostrowski                              | III 1925 – II 1926                                              | referent                                                        |
| oficer ewidencyjny na powiat skierniewicki                      | urzędnik wojsk. XI rangi Władysław Kiwała                       | do I 1924                                                       | OE Łowicz                                                       |
| oficer ewidencyjny na powiat skierniewicki                      | urzędnik wojsk. X rangi / por. kanc. Mieczysław IV Ostrowski    | I 1924 – III 1925                                               | OE Łowicz                                                       |
| oficer ewidencyjny na powiat skierniewicki                      | por. kanc. Zbigniew Chowaniec                                   | od IV 1925                                                      |                                                                 |
| oficer ewidencyjny na powiat rawski                             | por. piech. Zygmunt Stelnicki                                   | od V 1923, był w 1924                                           |                                                                 |
| Obsada pozostałych stanowisk funkcyjnych PKU w latach 1926–1938 |                                                                 |                                                                 |                                                                 |
| kierownik I referatu administracji rezerw i zastępca komendanta | por. piech. Giedymin Zygmunt Malinowski                         | od II 1926                                                      |                                                                 |
| kierownik I referatu administracji rezerw i zastępca komendanta | mjr piech. Hipolit Wojciechowski                                | III 1929 – III 1930                                             | komendant PKU Kamionka Strumiłowa                               |
| kierownik I referatu administracji rezerw i zastępca komendanta | por. piech. Giedymin Zygmunt Malinowski                         | był w 1932 i w VI 1935                                          |                                                                 |
| kierownik II referatu poborowej                                 | por. kanc. Romuald Pryda                                        | II 1926 – 28 I 1929                                             | dyspozycja dowódcy OK IV                                        |
| kierownik II referatu poborowej                                 | por. art. Jerzy Stanisław Neumann                               | był w 1932, do VII 1935                                         | dyspozycja dowódcy OK IV                                        |
| referent                                                        | por. kanc. Mieczysław IV Ostrowski                              | II 1926 – XI 1928                                               | kierownik II referatu PKU Łask                                  |
| referent                                                        | por. art. Jerzy Stanisław Neumann                               | XI 1928 – ?                                                     | kierownik II referatu                                           |
| Obsada pozostałych stanowisk funkcyjnych KRU w latach 1938–1939 |                                                                 |                                                                 |                                                                 |
| kierownik I referatu ewidencji                                  | kpt. adm. (piech.) Tadeusz Józef Słomczyński                    | był w III 1939                                                  |                                                                 |
| kierownik II referatu uzupełnień                                | kpt. piech. Franciszek Józef Ludera                             | był III 1939                                                    |                                                                 |